# Abha Club
Abha Club (arab. ‏نادي أبها السعودي‎), tzw. przywódcy południa – saudyjski klub piłkarski z siedzibą w Abha, występujący w Saudi Professional League, najwyższym poziomie saudyjskiej piłki nożnej.

## Historia
Po raz pierwszy awansowali do najwyższej klasy rozgrywkowej w 2005 roku, kiedy to zajęli drugie miejsce w pierwszej lidze. Zostali jednak zdegradowani po zaledwie jednym sezonie. Drugi awans osiągnęli w 2008, kiedy również zajęli drugie miejsce. W sezonie 2018/2019 Abha zdobyła swój pierwszy tytuł First Division, a także awansowała do Pro League po raz trzeci w historii klubu. Od 13 czerwca 2023 do 1 października 2023 trenerem klubu był Czesław Michniewicz. 30 lipca 2023 do zespołu dołączył Grzegorz Krychowiak.

## Stadion
Stadionem domowym klubu jest stadion imienia Księcia Sultana bin Abdula Aziza w Abha. Dzieli stadion z rywalami Damac FC, z którymi rywalizują w derbach Asiru.

## Trenerzy
Opracowane na podstawie źródła, aktualne na dzień 2 lutego 2024.
| Trener              | Rozpoczęcie pracy    | Zakończenie pracy    |
| ------------------- | -------------------- | -------------------- |
| Mourad Okbi         | 1 stycznia 2007      | 30 czerwca 2007      |
| Emad Soliman        | 28 maja 2012         | 16 lutego 2013       |
| Otakar Dolejs       | 1 lipca 2013         | 1 marca 2015         |
| Riccardo De Vivo    | 26 września 2014     | 30 marca 2015        |
| Abderrazek Chebbi   | 1 lipca 2018         | 30 czerwca 2021      |
| Martin Ševela       | 2 lipca 2021         | 27 czerwca 2022      |
| Sven Vandenbroeck   | 16 lipca 2022        | 8 października 2022  |
| Mateusz Łajczak     | 9 października 2022  | 30 października 2022 |
| Roel Coumans        | 30 października 2022 | 1 czerwca 2023       |
| Czesław Michniewicz | 12 czerwca 2023      | 1 października 2023  |
| Youssef Manai       | 16 października 2023 | 18 grudnia 2023      |
| Pitso Mousimane     | 11 stycznia 2024     |                      |